# Krogla (orožje)
Krogla je del naboja, ki zaradi hitrega širjenja smodniških plinov z veliko hitrostjo zapusti cev strelnega orožja. Imenovati kroglo naboj je huda terminološka napaka.

## Materiali
Krogle so navadno iz zlitine svinca in kositra in jih lahko delno ali v celoti obdaja bakren, medeninast ali plašč iz kakšne druge mehkejše kovine. Obstajajo tudi krogle iz teflona, zlitine bizmuta in volframa ter jeklene krogle ali take z jedrom iz trših materialov kot so titan, osiromašeni uran in podobni za uporabo v prebojnih vojaških kroglah.

## Delitev
Krogle v glavnem ločimo po načinu oplaščenja. Glavne skupine krogel:
- Polnooplaščene (FMJ) krogle za vojaško, policijsko in športno uporabo,
- Delno oplaščene krogle z mehko konico (JSP) za lovsko uporabo,
- Delno oplaščene krogle z votlo konico (JHP) za policijsko uporabo in uporabo v specialnih enotah (včasih imenovane tudi dumdum krogle),
- Neoplaščene krogle za športno uporabo,
- Neubojne krogle, namenjene policijskim enotam za obvladovanje demonstrantov ali drugih osumljencev (gumijaste ali plastične).

Polnooplaščene vojaške krogle pa se delijo še na:
- Klasične polnooplaščene (jedro iz svinca ali podobne kovine z veliko gostoto),
- Markirne (jedro iz mešanice magnezija, kroma in perklorata ali drugih snovi),
- Prebojne (jedro iz najtrših kovin),
- Prebojno-zažigalne (vrh krogle iz najtrših kovin, peta pa polnjena z vnetljivimi snovmi),
- Zažigalne (jedro krogle iz vnetljivih materialov, po navadi iz belega fosforja),
- Šolske (v preteklosti lesene, danes pa skorajda ne obstajajo več in jih nadomeščajo manevrski naboji brez krogel).